# 인도의 딸: 그날 버스에서 있었던 일
인도의 딸: 그날 버스에서 있었던 일(India's Daughter)은 인도에서 제작된 레슬리 우드윈 감독의 2014년 다큐멘터리, 범죄, 가족 영화이다.
이 다큐멘터리는 2012년 델리 윤간 사건을 배경으로 한다.